# 진로 (백제)
진로(眞老, ?~497년 5월)는 백제 삼근왕~동성왕 때의 대신으로 대성팔족 중의 하나인 진(眞)씨 출신 귀족이다.

## 이력
원래는 16관등 중 4등급인 덕솔(德率)을 지냈다.
478년(삼근왕 2년) 병관좌평(兵官佐平) 해구(解仇)와 은솔(恩率) 연신(燕信)이 대두성(大豆城)을 근거로 반란을 일으키자, 진남(眞男)이 왕명을 받아 군사 2천 명을 거느리고 진압하려 갔지만 이기지 못하여, 진로가 진남을 대신하여 정예병 5백 명을 이끌고 반란군을 토벌하였는데, 해구는 척살되었고, 연신은 고구려로 달아났다. 연신의 가족들은 시장에서 처형당했다.
그 후 482년(동성왕 4년) 병관좌평(兵官佐平: 지금의 국방부 장관에 해당)에 임명되어 497년(동성왕 19년) 5월에 죽을 때까지 재직하면서 군사업무를 관장하였다.

## 참고 자료
- 《삼국사기》 권26, 〈백제본기〉4, 삼근왕·동성왕